# Роппенайм
Роппена́йм (фр. Roppenheim) — коммуна на северо-востоке Франции в регионе Гранд-Эст (бывший Эльзас — Шампань — Арденны — Лотарингия), департамент Нижний Рейн, округ Агно-Висамбур, кантон Бишвиллер. До марта 2015 года коммуна в составе кантона Бишвиллер административно входила в округ Агно.
Площадь коммуны — 6,88 км², население — 941 человек (2006) с тенденцией к стабилизации: 951 человек (2013), плотность населения — 138,2 чел/км².

## Население
Население коммуны в 2011 году составляло 945 человек, в 2012 году — 944 человека, а в 2013-м — 951 человек.
| 1962 | 1968 | 1975 | 1982 | 1990 | 1999 | 2006 | 2008 | 2011 | 2012 | 2013 |
| ---- | ---- | ---- | ---- | ---- | ---- | ---- | ---- | ---- | ---- | ---- |
| 687  | 719  | 721  | 690  | 808  | 942  | 941  | 932  | 945  | 944  | 951  |

Динамика населения:

## Экономика
В 2010 году из 662 человек трудоспособного возраста (от 15 до 64 лет) 531 были экономически активными, 131 — неактивными (показатель активности 80,2 %, в 1999 году — 76,1 %). Из 531 активных трудоспособных жителей работали 479 человек (254 мужчины и 225 женщин), 52 числились безработными (23 мужчины и 29 женщин). Среди 131 трудоспособных неактивных граждан 41 были учениками либо студентами, 39 — пенсионерами, а ещё 51 — были неактивны в силу других причин.

## Достопримечательности (фотогалерея)

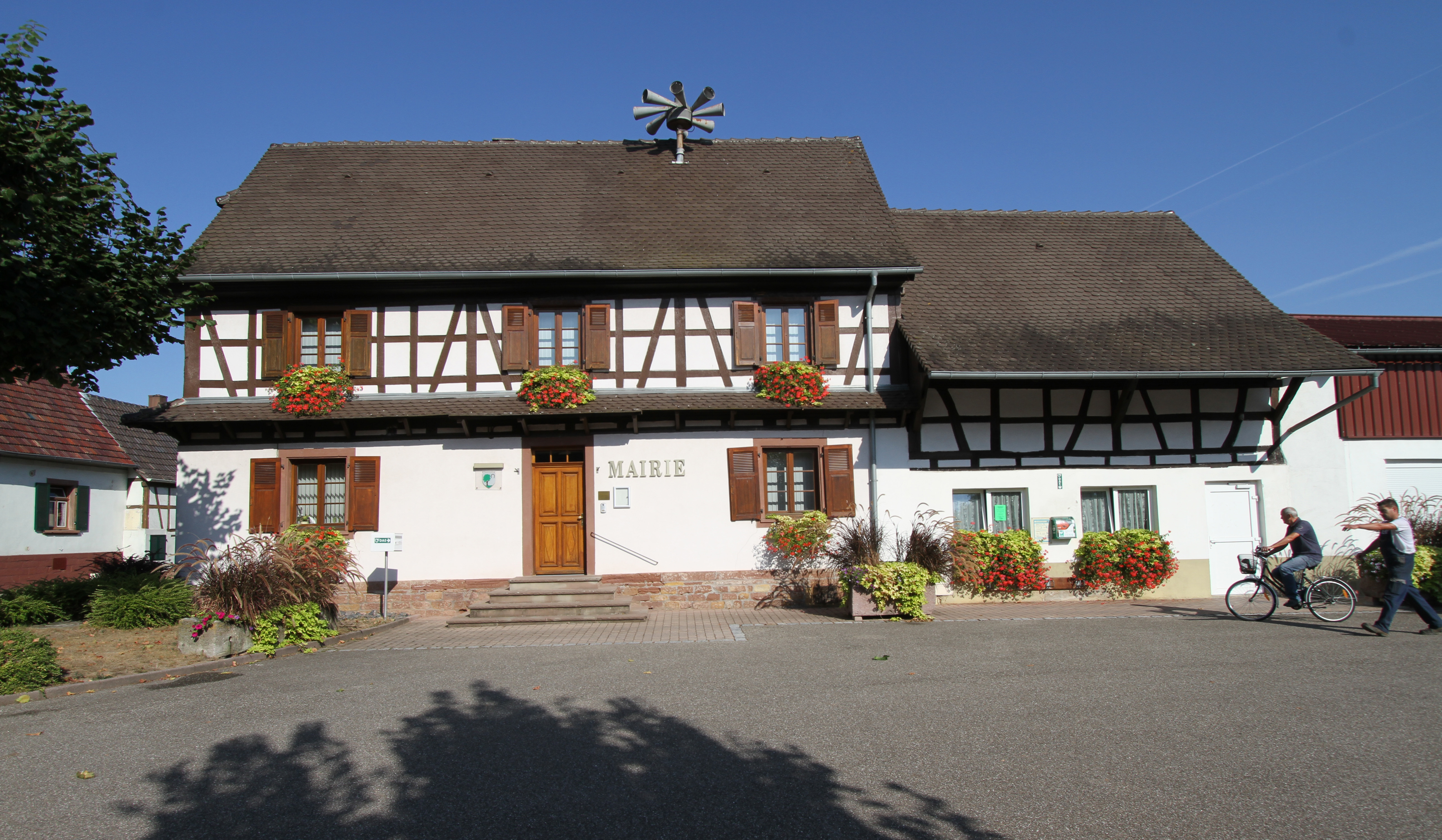
Здание мэрии
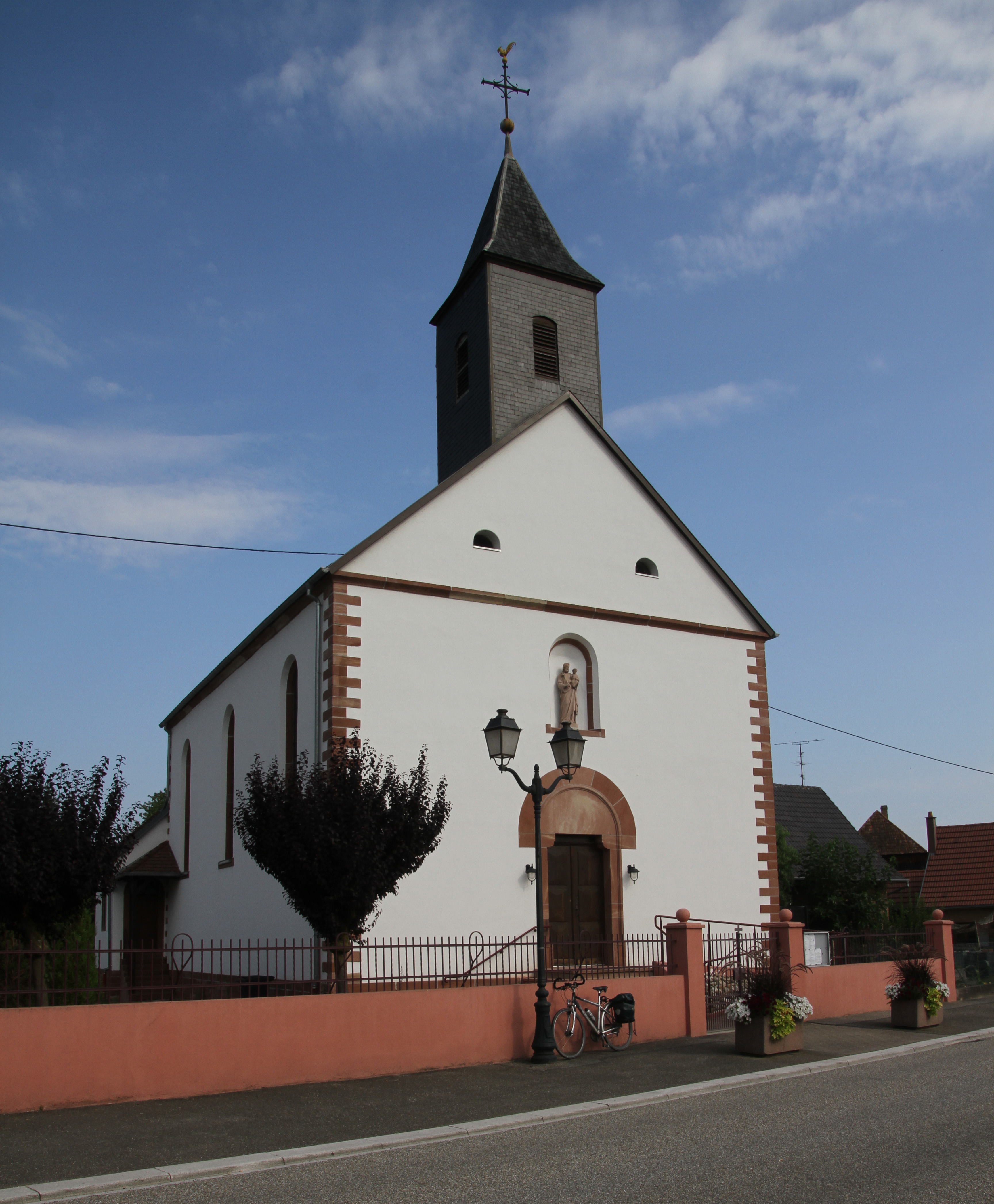
Католическая церковь
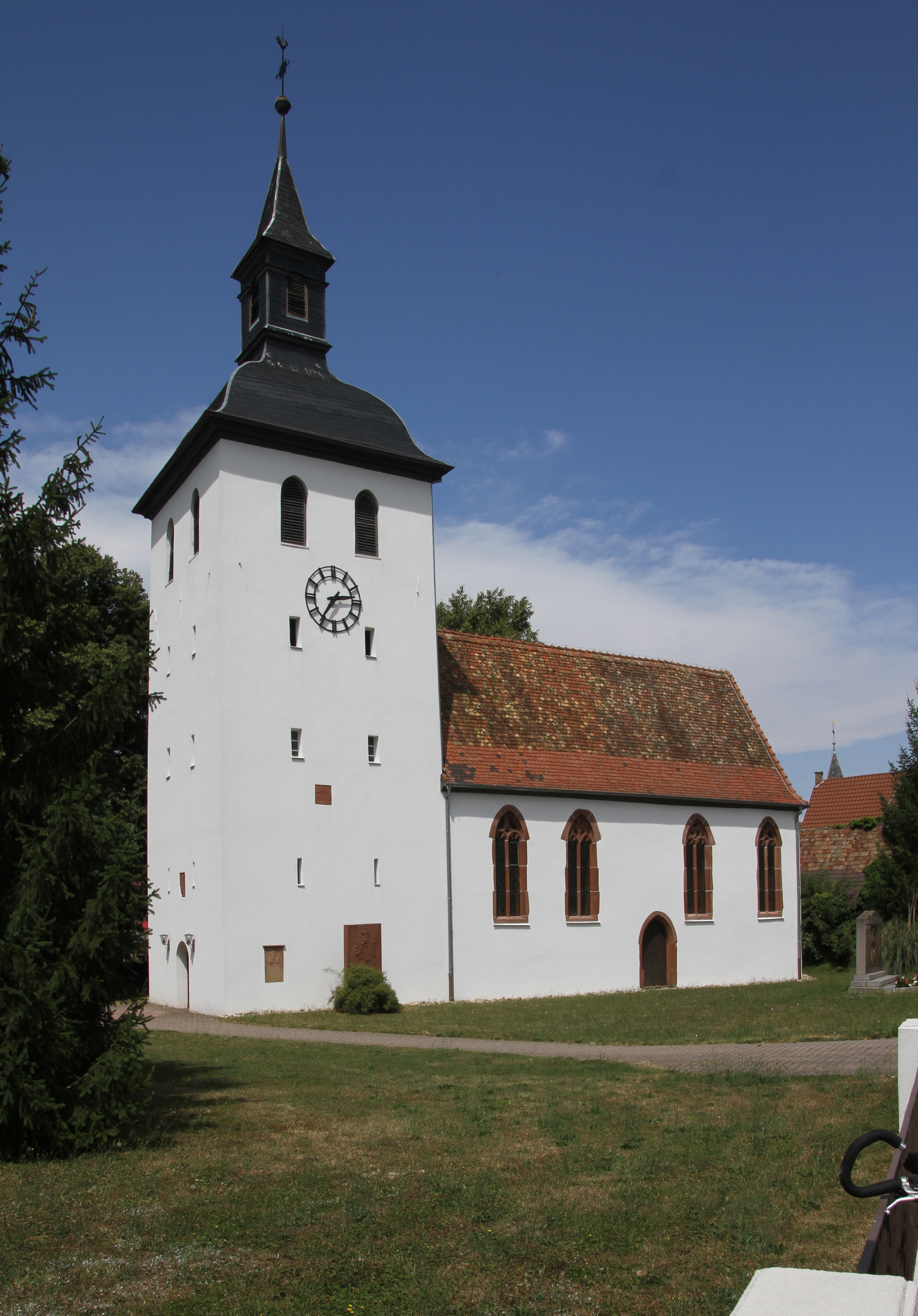
Протестантская церковь
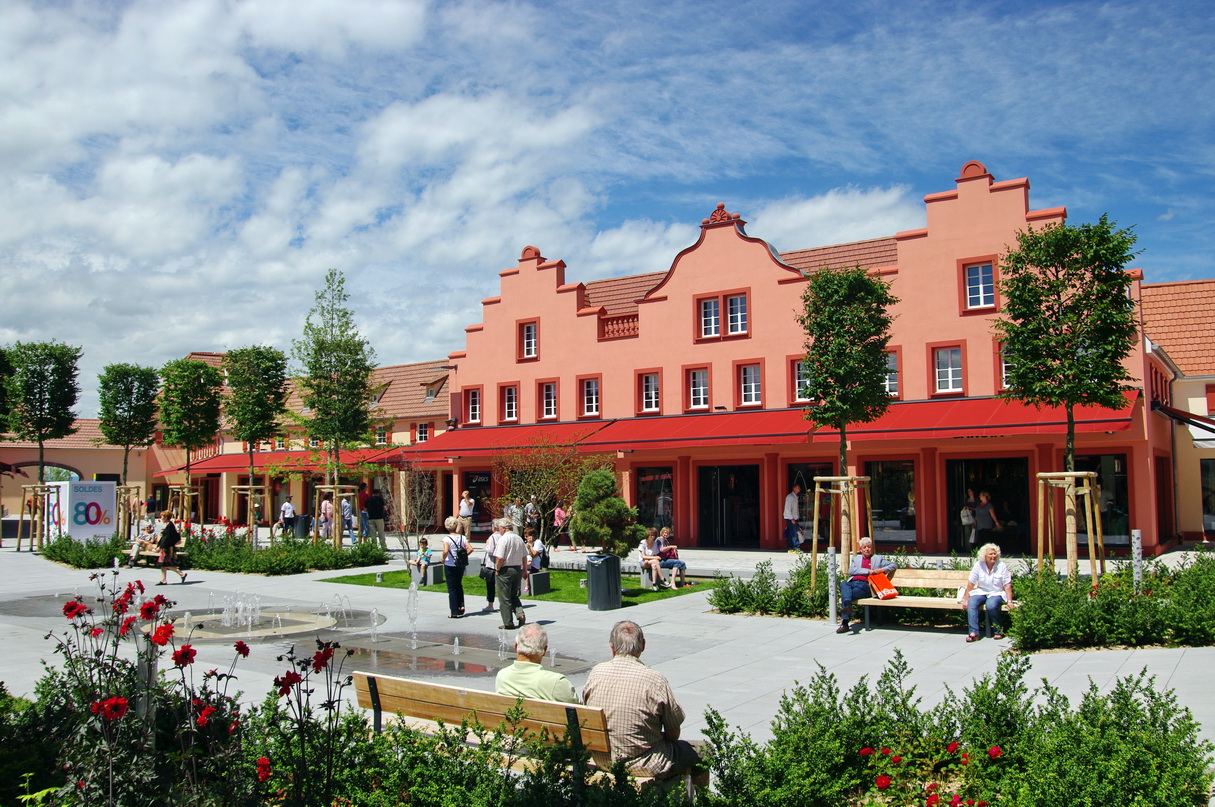
Центральная площадь
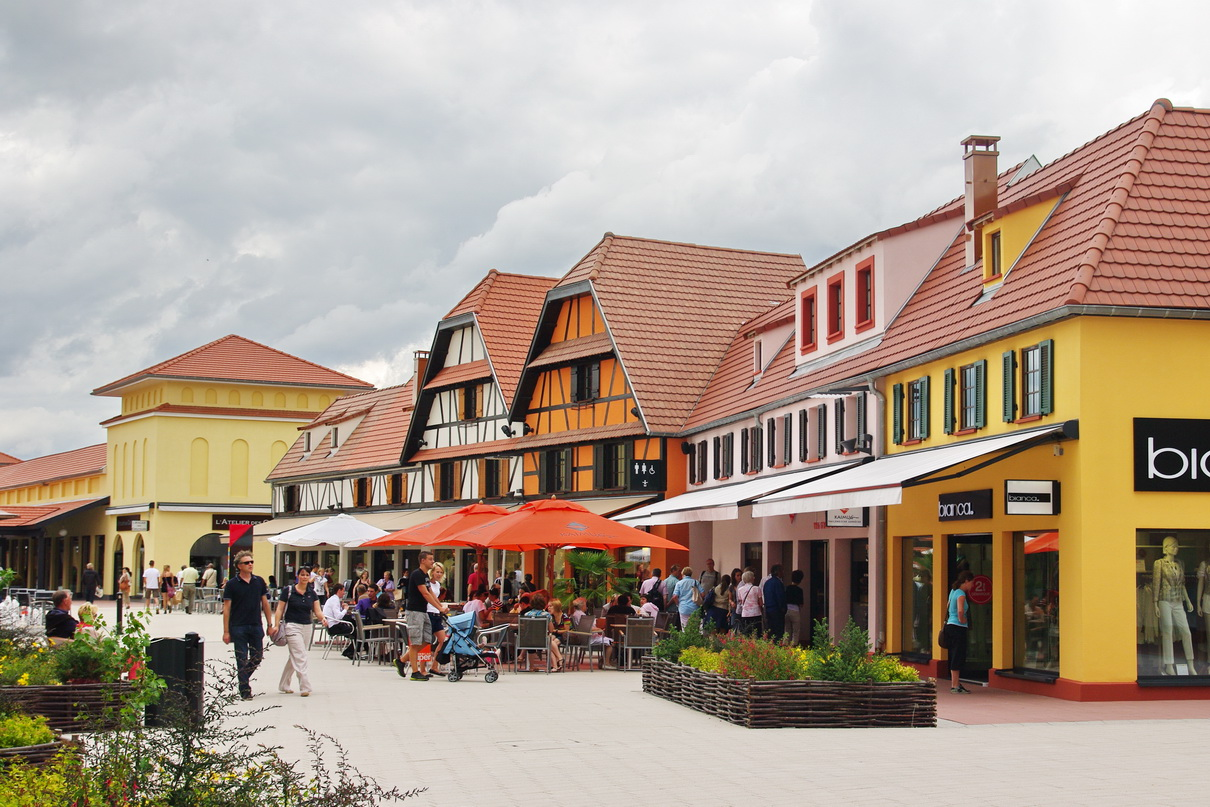
Центр